# Gothic Lolita Propaganda
Albums de Yōsei teikoku
Stigma Metanoia
Gothic Lolita Propaganda est le premier album major et le premier Best Album[Quoi ?] de Yōsei teikoku, sorti le 25 février 2008 au Japon.
Il contient toutes les chansons des singles Noble Roar et Senketsu no chikai, plus certaines chansons de Valkyrja et Ashita wo Yurushite.

## Pistes
1. Gothic Lolita Propaganda (6:35)
  - Paroles : Fairy YUI
  - Composition, Arrangement : Takaha Tachibana
2. last moment (4:17)
  - Paroles, Composition, Arrangement : Takaha Tachibana
  - Insert song du jeu sur PS2 Mai-HiME Unmei no Keitōju
3. Valkyrja (6:33)
  - Paroles, Composition, Arrangement : Takaha Tachibana
  - Générique de début du jeu sur PS2 Mai-Otome Otome Butōshi
4. Noble Roar (3:53)
  - Paroles : Fairy YUI
  - Composition, Arrangement : Takaha Tachibana
  - Générique de début de l'animé Innocent Venus
5. Labyrinth (6:46)
  - Paroles : Fairy YUI
  - Composition, Arrangement : Takaha Tachibana
  - Générique de fin du jeu sur PC Tsui no Yakata
6. Canary (4:59)
  - Paroles : Fairy YUI
  - Composition, Arrangement : Takaha Tachibana
7. Ashita wo Yurushite (5:23)
  - Ashita wo Yurushite (あしたを許して) signifie "Pardonne à demain".
  - Paroles : Aki Hata
  - Composition, Arrangement : Takaha Tachibana
  - Générique de début du jeu sur PC AR ~Wasurerareta Natsu~
8. Vermilion Tiara (4:00)
  - Paroles : Aki Hata
  - Composition, Arrangement : Takaha Tachibana
9. Fortuna (5:28)
  - Paroles, Composition, Arrangement : Takaha Tachibana
  - Insert song du jeu sur PS2 Mai-HiME Unmei no Keitōju
10. Senketsu no chikai (4:16)
  - Senketsu no Chikai (鮮血の誓い) signifie "Le pacte de sang".
  - Composition, Arrangement : Takaha Tachibana
  - Générique de début de l'animé Renkin 3-kyu Magical? Pokaan
11. Ira (6:57)
  - Paroles, Composition, Arrangement : Takaha Tachibana
12. Kokō no sōsei (5:11)
  - Paroles, Composition, Arrangement : Takaha Tachibana
13. Patriot Anthem (6:32)
  - Paroles, Composition, Arrangement : Takaha Tachibana